# Призоваване на дъжд
Призоваването на дъжд в много култури е обред, изпълняван в сушаво време с цел призоваване на дъжд. Често е съпроводен от ритуални танци и песни.

## Обредите за призоваване на дъжд по света
- В различни фолклорни области на България - Пеперуна, Пеперуда. Името е свързано с култа към славянския бог Перун, в чиято власт са гърмотевиците, бурите и дъждовете. В етнографската област Македония обредът се нарича Додола. Хората пеят песни, започващи с „началото“ на дъжд и след това описват неговото „падане“.

- Полша - във времена на суша поляците оплакват митическия страдалец Макар, бъркайки водата в кладенеца и рецитирайки: "Макарко-синко, излез от водата, плачи върху святата земя!"

- Румъния - Калоян, също и Пеперуна

- Азербайджан - за призоваване на дъжд в началото на пролетта се извършва обреда Хидир Иляс.

- Чечения - според старинно чеченско поверие, надеждно средство против суша е змията. За да призоват дъжда, чеченците убиват и разпъват змии. Вестител за лошо време се смята враната, поради което за да призоват дъжда, чеченците рушат гнездата ѝ.

- При балкарците съществуват обеди за дъжд, съпровождани с песни и танци. Преди самият обред, балкарците обличат дървена лопата в женски дрехи. Чучелото се нарича „Кюрек бийче“ (Княгиня-лопата). След това взимат чучелото и започват шествие. Спират се в различни дворове от селото и пеят.

- Татарстан - по време на обреда моллата, прерязва гърлото на овен и, заедно със старците на селото, се молят в гората. Месото на овена се готви и изяжда до залък. След трапезата костите се погребват на „чисто“ място. На края на обреда, всички жители се поливат с вода в реката.